# The Vaudevillains

The Vaudevillains (укр. Водевільянс) — команда професійних реслерів, яка складається з Саймона Ґотча та Айдена Інґліша. Нині вони є Командними чемпіонами NXT. За основу їхнього стилю було взято ретро.

## Історія
У червні 2014 загал було повідомлено про створення команди. Вже 19 червня вони провели свій перший командний виступ проти Анжело Докінза і Тревіса Тайлера. Опісля брали участь у турнірі за право битися за командне чемпіонство, однак у фіналі програли Луча Драконам (Сін Карі та Калісто). Згодом знову стали претендентами номер один на право битися за титули проти тих самих Драконів але знову безуспішно. Після короткої перерви, 1 липня вони повернулися і перемогли Енцо Аморе і Коліна Кессіді. 22 серпня на NXT вони перемогли Блейка та Мерфі та вперше стали командними чемпіонами NXT.

## В реслінґу
- Фінішери
  - Director's Cut  - Інґліш
  - That's a Wrap  - Інґліш
  - Gentleman's Clutch - Ґотч

- Подвійні фінішери
  - Rolling fireman's carry slam (Ґотч) та That's A Wrap (Інґліш)
  - Whirling Dervish

## Нагороди та здобутки
- Pro Wrestling Illustrated
  - PWI ставить Айдена Інґліша #207 з топ 500 найкращих бійців у 2014

- WWE NXT
  - Командне чемпіонство NXT (1 раз, зараз)